# كهوف جبل القارة
كهوف جبل القارَة أو كهوف جبل قارَة هي عبارة عن عدد من الكهوف والمغارات الواقعة في جبل القارة الذي يقع في محافظة الأحساء شرق السعودية.

## نبذة
تبلغ مساحة قاعدة الجبل حوالي 14 كيلومتراً مربعاً، ويتكون من صخور رسوبية بلون ضارب إلى الحمرة. يضم كهوف ذات درجة حرارة معتدلة وشبه ثابتة طوال العام في حدود 20 درجة مئوية. ويرافقها جريان تيارات هوائية لطيفة وباردة من داخل المغارة لخارجها.
يتكون جبل القارة من الحجر الرملي الكلسي، والمارل الغريني من متكون الدام ومتكون الهفوف من الميوسين المتوسط. تتكون قاعدة الجبل المنكشفة من طبقة رقيقة من المارل، تعلوها طبقة من المدملكات (الكونغلوميرات) تصل إلى 17 متراً. يليها تتابع من الحجر الجيري الرملي البحيري بسماكة 18 متراً ثم تعلوها طبقات متتابعة بسماكة 75 متر من الحجر الرملي الفتاتي ذو اللون الرمادي الفاتح مع فترات متقطعة من المارل المحمر والمارل الغريني. ينتهي التتابع بغطاء يصل إلى مترين من الحجر الكلسي. تمتد عدة أنواع من كهوف الجبل على شكل شبكات مضلعة من التصدعات الأرضية، وبعضها الآخر عبارة عن تجاويف بسبب عمليات الإذابة والتعرية أو الانهيارات.

## المغارات والكهوف
هناك 3 أنواع من مغارات جبل القارة:

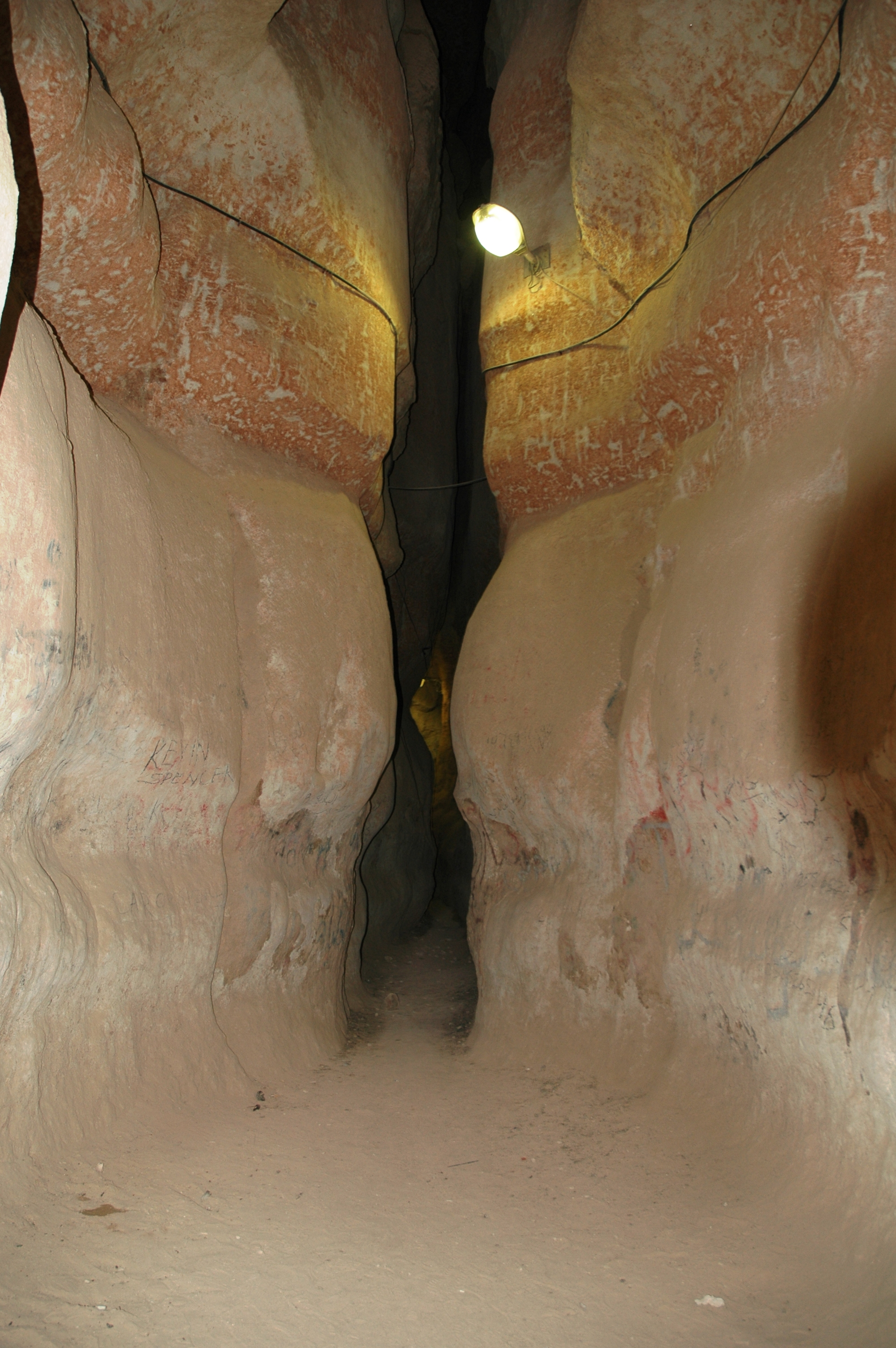
إحدى مغارات جبل القارة من الداخل.

- النوع الأول تكون بسبب عمليات الإذابة والتآكل في الصخور السهلة الذوبان في الماء،[2] وهو أكثر أنواع الكهوف الجيرية التي تم رصدها في المملكة العربية السعودية.[3]
- النوع الثاني ناتج عن انهيار الطبقات العليا بسبب عوامل التجوية والتآكل، ومن ثم إزالة الطبقات السفلية،[2] مما يكون كهوف واسعة في بعض الأحيان، وأشهرها مغارة تقع غرب الجبل، تسمى مغارة العيد.
- النوع الثالث ناتج عن التصدعات الزلزالية والعوامل التحهوائية: وهي عبارة عن نظام كهفي يتخذ شكلاً منتظماً من التصدعات المستقيمة على شكل ممرات، ويصل عدد هذه الممرات المستقيمة إلى 28 ممر، بطول قد يصل إلى 1.5 كلم.[2] أشهر هذه المغارات هي مغارة النشاب التي تم استغلالها سياحياً من قبل «شركة الأحساء للسياحة والترفيه» تحت اسم مشروع أرض الحضارات في جبل القارة.

تمتاز كل مغارة من مغارات جبل القارة بصفات طبيعية، مما جعل السكان المحليين يستصلحون كل منها على حسب استخدامهم. فبعضها تستخدم للمناسبات الاجتماعية وأخرى مخصصة للسياح. ومن أشهر تلك المغارات والكهوف:
- بوصالح (المهدي)
- العيد
- الناقة
- المعظمة
- الميهوب
- الغيران
- النشاب
- أم الجماجم.